# Bovalino
Bovalino – miejscowość i gmina we Włoszech, w regionie Kalabria, w prowincji Reggio Calabria.
Według danych na rok 2004 gminę zamieszkiwało 8350 osób, 491,2 os./km².